# Wim van Heel
Wim van Heel (Den Haag, 27 september 1922 – Middelburg, 3 oktober 1972) was een Nederlands hockeyer die als aanvaller speelde.
Van Heel won met het Nederlands team een bronzen medaille op de Olympische Zomerspelen in 1948 en in 1952 zilver. Hij speelde voor HHIJC uit Den Haag.